# Same Direction
Same Direction es el tercer sencillo del segundo álbum de estudio principal de Hoobastank, The Reason. Fue lanzado como sencillo en 2004, un par de meses después del lanzamiento de "The Reason" como sencillo. "Same Direction" alcanzó el número 20 en la lista de Billboard Hot Mainstream Rock Tracks y el número 14 en la lista de Hot Modern Rock Tracks.

## Videoclip
El video musical de la canción fue dirigido por Brett Simon, y es a la vez una precuela y una secuela del video de "The Reason". El video comienza casi inmediatamente después del final de "The Reason", con la banda huyendo de la policía debido al atraco visto en el video anterior, con todos arrestados, excepto el cantante principal Doug Robb y el guitarrista Dan Estrin. El video alterna entre el pasado y el presente. Se revela que el dueño de la casa de empeño robada del video anterior es un policía que ha estado siguiendo a la banda y parece estar interrogando a Robb. Numerosos flashbacks muestran audiciones para el cantante principal de la banda (incluidos los cameos de Chester Bennington de Linkin Park, Kanye West y Joel Madden de Good Charlotte), hasta que Robb impresiona a la banda. La banda logra evadir a la policía en numerosas ocasiones. En un giro de la trama, se revela que Robb era en realidad un policía encubierto, con pleno conocimiento de que la banda estaba planeando el atraco, que su "interrogatorio" era en realidad su asignación para unirse a la banda, y que sabía cuándo la policía estaba van a encontrar su escondite. Al final del video, Robb detiene a Estrin, quien se da cuenta de que los creó, durante su supuesta fuga, y luego muestra al resto de la banda también bajo custodia.

## Calificaciones profesionales
| País                          | Lista (2004) | Posición máxima |
| ----------------------------- | ------------ | --------------- |
| 14                            |              |                 |
| US Hot Mainstream Rock Tracks | 20           |                 |
| Germany Singles Chart         | 49           |                 |

## Uso en multimedia
"Same Direction" aparece en la banda sonora de Madden NFL 2005, el videojuego Test Drive: Eve of Destruction y la película Catwoman. La canción también fue utilizada por la Federación Internacional del Automóvil como la canción para la revisión oficial del Gran Premio de Japón de 2012.